# Supercopa Sudamericana 1993
La Supercopa Sudamericana 1993 fue la sexta edición del torneo de clubes de América del Sur que reunía a todos los campeones de la Copa Libertadores de América, organizado por la Confederación Sudamericana de Fútbol.
El campeón fue São Paulo de Brasil, que derrotó a Flamengo en la definición por penales de la final. Al haber obtenido también en ese mismo año la Copa Libertadores, acabó disputando la Recopa Sudamericana 1994 frente a Botafogo, ganador de la Copa Conmebol 1993.

## Formato
El torneo se desarrolló en un formato plenamente eliminatorio, en cuatro rondas desde los octavos hasta la final. Todas las llaves se disputaron en ida y vuelta. Ante la igualdad de puntos, obtenía la clasificación el equipo con mejor diferencia de goles; de persistir el empate, se efectuaron tiros desde el punto penal.
|                               |                               | Equipos que entran en esta fase | Equipos que provienen de la fase anterior        |
| ----------------------------- | ----------------------------- | --- | ------------------------------------------------ |
| Octavos de final (16 equipos) | Octavos de final (16 equipos) | - Argentinos Juniors, Atlético Nacional, Boca Juniors, Colo-Colo, Cruzeiro, Estudiantes (LP), Flamengo, Grêmio, Independiente, Nacional, Olimpia, Peñarol, Racing Club, River Plate, São Paulo y Santos |                                                  |
| Cuartos de final (8 equipos)  | Cuartos de final (8 equipos)  | | - 8 equipos clasificados de los Octavos de final |

## Equipos participantes
| País                      | Equipo                                                                                 | Copas Libertadores ganadas                                                                   |
| ------------------------- | -------------------------------------------------------------------------------------- | -------------------------------------------------------------------------------------------- |
| Argentina 6 participantes | Argentinos Juniors Boca Juniors Estudiantes (LP) Independiente Racing Club River Plate | 1985 1977 – 1978 1968 – 1969 – 1970 1964 – 1965 – 1972 – 1973 – 1974 – 1975 – 1984 1967 1986 |
| Brasil 5 participantes    | Cruzeiro Flamengo Grêmio Santos São Paulo                                              | 1976 1981 1983 1962 – 1963 1992 – 1993                                                       |
| Chile 1 participante      | Colo-Colo                                                                              | 1991                                                                                         |
| Colombia 1 participante   | Atlético Nacional                                                                      | 1989                                                                                         |
| Paraguay 1 participante   | Olimpia                                                                                | 1979 – 1990                                                                                  |
| Uruguay 2 participantes   | Nacional Peñarol                                                                       | 1971 – 1980 – 1988 1960 – 1961 – 1966 – 1982 – 1987                                          |

### Distribución geográfica de los equipos
Distribución geográfica de las sedes de los equipos participantes:

## Resultados

### Cuadro de desarrollo
|  | Octavos de final                  | Octavos de final                  | Octavos de final                  | Octavos de final                  |   |                  | Cuartos de final    | Cuartos de final    | Cuartos de final    | Cuartos de final    |  |                   | Semifinales          | Semifinales          | Semifinales          | Semifinales          |  |               | Final                | Final                | Final                | Final                |  |
|  | 22 de septiembre al 14 de octubre | 22 de septiembre al 14 de octubre | 22 de septiembre al 14 de octubre | 22 de septiembre al 14 de octubre |   |                  | 20 al 28 de octubre | 20 al 28 de octubre | 20 al 28 de octubre | 20 al 28 de octubre |  |                   | 4 al 10 de noviembre | 4 al 10 de noviembre | 4 al 10 de noviembre | 4 al 10 de noviembre |  |               | 17 y 24 de noviembre | 17 y 24 de noviembre | 17 y 24 de noviembre | 17 y 24 de noviembre |  |
|  |                                   |                                   |                                   |                                   |   |                  |                     |                     |                     |                     |  |                   |                      |                      |                      |                      |  |               |                      |                      |                      |                      |  |
|  |                                   |                                   |                                   |                                   |   |                  |                     |                     |                     |                     |  |                   |                      |                      |                      |                      |  |               |                      |                      |                      |                      |  |
|  | Boca Juniors                      | 0                                 | 1                                 | 1                                 |   |                  |                     |                     |                     |                     |  |                   |                      |                      |                      |                      |  |               |                      |                      |                      |                      |  |
|  | Boca Juniors                      | 0                                 | 1                                 | 1                                 |   |                  |                     |                     |                     |                     |  |                   |                      |                      |                      |                      |  |               |                      |                      |                      |                      |  |
|  | Estudiantes (LP)                  | 2                                 | 3                                 | 5                                 |   |                  |                     |                     |                     |                     |  |                   |                      |                      |                      |                      |  |               |                      |                      |                      |                      |  |
|  | Estudiantes (LP)                  | 2                                 | 3                                 | 5                                 |   | Estudiantes (LP) | 0                   | 0                   | 0                   |                     |  |                   |                      |                      |                      |                      |  |               |                      |                      |                      |                      |  |
|  |                                   |                                   |                                   |                                   |   | Estudiantes (LP) | 0                   | 0                   | 0                   |                     |  |                   |                      |                      |                      |                      |  |               |                      |                      |                      |                      |  |
|  |                                   |                                   | Atlético Nacional                 | 1                                 | 1 | 2                |                     |                     |                     |                     |  |                   |                      |                      |                      |                      |  |               |                      |                      |                      |                      |  |
|  | Atlético Nacional                 | 0                                 | Atlético Nacional                 | 1                                 | 1 | 2                | 1                   | 1                   |                     |                     |  |                   |                      |                      |                      |                      |  |               |                      |                      |                      |                      |  |
|  | Atlético Nacional                 | 0                                 |                                   |                                   |   |                  |                     |                     |                     |                     |  |                   |                      |                      |                      |                      |  |               |                      |                      |                      |                      |  |
|  | Santos                            | 0                                 | 0                                 | 0                                 |   |                  |                     |                     |                     |                     |  |                   |                      |                      |                      |                      |  |               |                      |                      |                      |                      |  |
|  | Santos                            | 0                                 | 0                                 | 0                                 |   |                  |                     |                     |                     |                     |  | Atlético Nacional | 0                    | 2                    | 2 (4)                |                      |  |               |                      |                      |                      |                      |  |
|  |                                   |                                   |                                   |                                   |   |                  |                     |                     |                     |                     |  | Atlético Nacional | 0                    | 2                    | 2 (4)                |                      |  |               |                      |                      |                      |                      |  |
|  |                                   |                                   | São Paulo (p)                     | 1                                 | 1 | 2 (5)            |                     |                     |                     |                     |  |                   |                      |                      |                      |                      |  |               |                      |                      |                      |                      |  |
|  | Grêmio                            | 0                                 | São Paulo (p)                     | 1                                 | 1 | 2 (5)            | 2                   | 2                   |                     |                     |  |                   |                      |                      |                      |                      |  |               |                      |                      |                      |                      |  |
|  | Grêmio                            | 0                                 |                                   |                                   |   |                  |                     |                     |                     |                     |  |                   |                      |                      |                      |                      |  |               |                      |                      |                      |                      |  |
|  | Peñarol                           | 1                                 | 0                                 | 1                                 |   |                  |                     |                     |                     |                     |  |                   |                      |                      |                      |                      |  |               |                      |                      |                      |                      |  |
|  | Peñarol                           | 1                                 | 0                                 | 1                                 |   | Grêmio           | 2                   | 0                   | 2                   |                     |  |                   |                      |                      |                      |                      |  |               |                      |                      |                      |                      |  |
|  |                                   |                                   |                                   |                                   |   | Grêmio           | 2                   | 0                   | 2                   |                     |  |                   |                      |                      |                      |                      |  |               |                      |                      |                      |                      |  |
|  |                                   |                                   | São Paulo                         | 2                                 | 1 | 3                |                     |                     |                     |                     |  |                   |                      |                      |                      |                      |  |               |                      |                      |                      |                      |  |
|  | Independiente                     | 0                                 | São Paulo                         | 2                                 | 1 | 3                | 1                   | 1                   |                     |                     |  |                   |                      |                      |                      |                      |  |               |                      |                      |                      |                      |  |
|  | Independiente                     | 0                                 |                                   |                                   |   |                  |                     |                     |                     |                     |  |                   |                      |                      |                      |                      |  |               |                      |                      |                      |                      |  |
|  | São Paulo                         | 2                                 | 1                                 | 3                                 |   |                  |                     |                     |                     |                     |  |                   |                      |                      |                      |                      |  |               |                      |                      |                      |                      |  |
|  | São Paulo                         | 2                                 | 1                                 | 3                                 |   |                  |                     |                     |                     |                     |  |                   |                      |                      |                      |                      |  | São Paulo (p) | 2                    | 2                    | 4 (5)                |                      |  |
|  |                                   |                                   |                                   |                                   |   |                  |                     |                     |                     |                     |  |                   |                      |                      |                      |                      |  | São Paulo (p) | 2                    | 2                    | 4 (5)                |                      |  |
|  |                                   |                                   | Flamengo                          | 2                                 | 2 | 4 (3)            |                     |                     |                     |                     |  |                   |                      |                      |                      |                      |  |               |                      |                      |                      |                      |  |
|  | Racing Club                       | 1                                 | Flamengo                          | 2                                 | 2 | 4 (3)            | 1                   | 2                   |                     |                     |  |                   |                      |                      |                      |                      |  |               |                      |                      |                      |                      |  |
|  | Racing Club                       | 1                                 |                                   |                                   |   |                  |                     |                     |                     |                     |  |                   |                      |                      |                      |                      |  |               |                      |                      |                      |                      |  |
|  | Nacional                          | 1                                 | 3                                 | 4                                 |   |                  |                     |                     |                     |                     |  |                   |                      |                      |                      |                      |  |               |                      |                      |                      |                      |  |
|  | Nacional                          | 1                                 | 3                                 | 4                                 |   | Nacional (p)     | 2                   | 2                   | 4 (4)               |                     |  |                   |                      |                      |                      |                      |  |               |                      |                      |                      |                      |  |
|  |                                   |                                   |                                   |                                   |   | Nacional (p)     | 2                   | 2                   | 4 (4)               |                     |  |                   |                      |                      |                      |                      |  |               |                      |                      |                      |                      |  |
|  |                                   |                                   | Cruzeiro                          | 1                                 | 3 | 4 (2)            |                     |                     |                     |                     |  |                   |                      |                      |                      |                      |  |               |                      |                      |                      |                      |  |
|  | Colo-Colo                         | 1                                 | Cruzeiro                          | 1                                 | 3 | 4 (2)            | 3                   | 4                   |                     |                     |  |                   |                      |                      |                      |                      |  |               |                      |                      |                      |                      |  |
|  | Colo-Colo                         | 1                                 |                                   |                                   |   |                  |                     |                     |                     |                     |  |                   |                      |                      |                      |                      |  |               |                      |                      |                      |                      |  |
|  | Cruzeiro                          | 6                                 | 3                                 | 9                                 |   |                  |                     |                     |                     |                     |  |                   |                      |                      |                      |                      |  |               |                      |                      |                      |                      |  |
|  | Cruzeiro                          | 6                                 | 3                                 | 9                                 |   |                  |                     |                     |                     |                     |  | Nacional          | 1                    | 0                    | 1                    |                      |  |               |                      |                      |                      |                      |  |
|  |                                   |                                   |                                   |                                   |   |                  |                     |                     |                     |                     |  | Nacional          | 1                    | 0                    | 1                    |                      |  |               |                      |                      |                      |                      |  |
|  |                                   |                                   | Flamengo                          | 2                                 | 3 | 5                |                     |                     |                     |                     |  |                   |                      |                      |                      |                      |  |               |                      |                      |                      |                      |  |
|  | Flamengo                          | 0                                 | Flamengo                          | 2                                 | 3 | 5                | 3                   | 3                   |                     |                     |  |                   |                      |                      |                      |                      |  |               |                      |                      |                      |                      |  |
|  | Flamengo                          | 0                                 |                                   |                                   |   |                  |                     |                     |                     |                     |  |                   |                      |                      |                      |                      |  |               |                      |                      |                      |                      |  |
|  | Olimpia                           | 1                                 | 1                                 | 2                                 |   |                  |                     |                     |                     |                     |  |                   |                      |                      |                      |                      |  |               |                      |                      |                      |                      |  |
|  | Olimpia                           | 1                                 | 1                                 | 2                                 |   | Flamengo (p)     | 1                   | 1                   | 2 (6)               |                     |  |                   |                      |                      |                      |                      |  |               |                      |                      |                      |                      |  |
|  |                                   |                                   |                                   |                                   |   | Flamengo (p)     | 1                   | 1                   | 2 (6)               |                     |  |                   |                      |                      |                      |                      |  |               |                      |                      |                      |                      |  |
|  |                                   |                                   | River Plate                       | 2                                 | 0 | 2 (5)            |                     |                     |                     |                     |  |                   |                      |                      |                      |                      |  |               |                      |                      |                      |                      |  |
|  | Argentinos Juniors                | 1                                 | River Plate                       | 2                                 | 0 | 2 (5)            | 1                   | 2                   |                     |                     |  |                   |                      |                      |                      |                      |  |               |                      |                      |                      |                      |  |
|  | Argentinos Juniors                | 1                                 |                                   |                                   |   |                  |                     |                     |                     |                     |  |                   |                      |                      |                      |                      |  |               |                      |                      |                      |                      |  |
|  | River Plate                       | 2                                 | 2                                 | 4                                 |   |                  |                     |                     |                     |                     |  |                   |                      |                      |                      |                      |  |               |                      |                      |                      |                      |  |
|  | River Plate                       | 2                                 | 2                                 | 4                                 |   |                  |                     |                     |                     |                     |  |                   |                      |                      |                      |                      |  |               |                      |                      |                      |                      |  |
|  |                                   |                                   |                                   |                                   |   |                  |                     |                     |                     |                     |  |                   |                      |                      |                      |                      |  |               |                      |                      |                      |                      |  |

- Nota: En cada llave, el equipo que ocupa la primera línea es el que definió la serie como local.

### Octavos de final
| 5 de octubre de 1993 | Estudiantes (LP)            | 2:0 (0:0) | Boca Juniors | Estadio Jorge Luis Hirschi, La Plata |                                 |
|                      | González 56' · Calderón 75' |           |              | Árbitro(s): Juan Carlos Loustau      | Árbitro(s): Juan Carlos Loustau |

| 13 de octubre de 1993 | Boca Juniors | 1:3 (0:1) | Estudiantes                | Estadio La Bombonera, Buenos Aires |                                |
|                       | Graciani 57' |           | Calderón 32' 77' · Paz 48' | Árbitro(s): Francisco Lamolina     | Árbitro(s): Francisco Lamolina |

| 5 de octubre de 1993 | Santos | 0:0 | Atlético Nacional | Estadio de Vila Belmiro, Santos |  |
|                      |        |     |                   | Árbitro(s): José Luis Da Rosa   |  |

| 13 de octubre de 1993 | Atlético Nacional | 1:0 | Santos | Estadio Atanasio Girardot, Medellín |  |
|                       | Tréllez           |     |        |                                     |  |

| 7 de octubre de 1993 | Peñarol   | 1:0 (0:0) | Grêmio | Estadio Centenario, Montevideo  |                                 |
|                      | Silva 49' |           |        | Árbitro(s): Salvador Imperatore | Árbitro(s): Salvador Imperatore |

| 14 de octubre de 1993 | Grêmio                   | 2:0 (0:0) | Peñarol | Estadio Olímpico Monumental, Porto Alegre |                                |
|                       | Charles 60' · Gilson 62' |           |         | Árbitro(s): José Torres Cadena            | Árbitro(s): José Torres Cadena |

| 6 de octubre de 1993 | São Paulo                     | 2:0 (1:0) | Independiente | Estadio de Morumbi, São Paulo |                             |
|                      | Moas 27' (a.g.) · Valdeir 69' |           |               | Árbitro(s): Óscar Velázquez   | Árbitro(s): Óscar Velázquez |

| 13 de octubre de 1993 | Independiente | 1:1 (0:1) | São Paulo   | Estadio La Doble Visera, Avellaneda |                             |
|                       | H. Pérez 87'  |           | Valdeir 21' | Árbitro(s): Ernesto Filippi         | Árbitro(s): Ernesto Filippi |

| 6 de octubre de 1993 | Nacional   | 1:1 (0:0) | Racing Club | Estadio Centenario, Montevideo |                              |
|                      | Canals 83' |           | Castro 76'  | Árbitro(s): Renato Marsiglia   | Árbitro(s): Renato Marsiglia |

| 12 de octubre de 1993 | Racing Club | 1:3 (1:0) | Nacional                                      | Estadio El Cilindro, Avellaneda |                            |
|                       | Castro 37'  |           | Morales 56' · Vidal González 60' · Suárez 70' | Árbitro(s): Márcio Rezende      | Árbitro(s): Márcio Rezende |

| 5 de octubre de 1993 | Cruzeiro                                                            | 6:1 (3:0) | Colo-Colo | Estadio Mineirão, Belo Horizonte |                         |
|                      | Luís Fernando 2' · Ronaldo 27' 45' 89' · Nonato 48' · Edenilson 69' |           | Reyes 49' | Árbitro(s): Julio Matto          | Árbitro(s): Julio Matto |

| 12 de octubre de 1993 | Colo-Colo                                    | 3:3 (1:1) | Cruzeiro                     | Estadio Monumental, Santiago       |                                    |
|                       | Vega 14' · Rubio 74' · Etcheverry 88' (pen.) |           | Ronaldo 20' 71' · Careca 65' | Árbitro(s): Alberto Tejada Noriega | Árbitro(s): Alberto Tejada Noriega |

| 6 de octubre de 1993 | Olimpia     | 1:0 (1:0) | Flamengo | Estadio Defensores del Chaco, Asunción |                              |
|                      | Cardozo 32' |           |          | Árbitro(s): Javier Castrilli           | Árbitro(s): Javier Castrilli |

| 13 de octubre de 1993 | Flamengo                                          | 3:1 | Olimpia  | Estadio de Maracaná, Río de Janeiro |                          |
|                       | Renato Gaúcho · Casagrande · Júnior Baiano (pen.) |     | Sanabria | Árbitro(s): Jorge Nieves            | Árbitro(s): Jorge Nieves |

| 22 de septiembre de 1993 | River Plate                    | 2:1 (0:1) | Argentinos Juniors | Estadio Monumental, Buenos Aires |                                |
|                          | Medina Bello 75' · Silvani 79' |           | Cedrés 34'         | Árbitro(s): Juan Carlos Biscay   | Árbitro(s): Juan Carlos Biscay |

| 13 de octubre de 1993 | Argentinos Juniors | 1:2 (0:0) | River Plate                | Estadio Malvinas Argentinas, Mendoza |                       |
|                       | Lauría Calvo 68'   |           | Rivarola 53' · Silvani 90' | Árbitro(s): Juan Bava                | Árbitro(s): Juan Bava |

### Cuartos de final
| 20 de octubre de 1993 | Atlético Nacional | 1:0 (1:0) | Estudiantes | Estadio Atanasio Girardot, Medellín |                                    |
|                       | A. García 40'     |           |             | Árbitro(s): Alberto Tejada Noriega  | Árbitro(s): Alberto Tejada Noriega |

| 27 de octubre de 1993 | Estudiantes | 0:1 (0:0) | Atlético Nacional | Estadio Jorge Luis Hirschi, La Plata |                                    |
|                       |             |           | Osorio 55'        | Árbitro(s): Juan Francisco Escobar   | Árbitro(s): Juan Francisco Escobar |

| 20 de octubre de 1993 | São Paulo                  | 2:2 (1:0) | Grêmio                 | Estadio de Morumbi, São Paulo |                            |
|                       | Cafú 7' · Dinho 60' (pen.) |           | Charles 57' · Caio 62' | Árbitro(s): Márcio Rezende    | Árbitro(s): Márcio Rezende |

| 27 de octubre de 1993 | Grêmio | 0:1 (0:0) | São Paulo          | Estadio Beira-Rio, Porto Alegre |                              |
|                       |        |           | Toninho Cerezo 53' | Árbitro(s): Cláudio Cerdeira    | Árbitro(s): Cláudio Cerdeira |

| 20 de octubre de 1993 | Cruzeiro    | 1:2 (1:1) | Nacional                       | Estadio Mineirão, Belo Horizonte |                              |
|                       | Ronaldo 30' |           | Vidal González 4' · Severo 49' | Árbitro(s): Pablo Peña Durán     | Árbitro(s): Pablo Peña Durán |

| 28 de octubre de 1993 | Nacional                                           | 2:3 (0:1) (4:2 p.)         | Cruzeiro                                            | Estadio Centenario, Montevideo |                              |
|                       | Olivera 63' · Morales 72'                          |                            | Macalé 44' · Ronaldo 54' 90'                        | Árbitro(s): Javier Castrilli   | Árbitro(s): Javier Castrilli |
|                       |                                                    | Tiros desde el punto penal |                                                     |                                |                              |
|                       | Canals · Suárez · Larré · Morales · Vidal González |                            | Roberto Gaúcho · Paulo Roberto · Macalé · Edenilson |                                |                              |

| 20 de octubre de 1993 | River Plate                        | 2:1 (1:1) | Flamengo    | Estadio Monumental, Buenos Aires |                         |
|                       | Rivarola 30' (pen.) · Toresani 56' |           | Rogério 22' | Árbitro(s): Julio Matto          | Árbitro(s): Julio Matto |

| 27 de octubre de 1993 | Flamengo                                                                           | 1:0 (1:0) (6:5 p.)         | River Plate                                                                   | Estadio de Maracaná, Río de Janeiro |                             |
|                       | Rogério 39'                                                                        |                            |                                                                               | Árbitro(s): Ernesto Filippi         | Árbitro(s): Ernesto Filippi |
|                       |                                                                                    | Tiros desde el punto penal |                                                                               |                                     |                             |
|                       | Rogério · Marcelinho · Magno · Éder Lopes · Gilmar · Marquinhos · Fabinho · Gélson |                            | Rivarola · Berti · Silvani · H. Díaz · Villalba · Altamirano · Sodero · Corti |                                     |                             |

### Semifinales
| 3 de noviembre de 1993 | São Paulo  | 1:0 (0:0) | Atlético Nacional | Estadio de Morumbi, São Paulo |                          |
|                        | Müller 77' |           |                   | Árbitro(s): Jorge Nieves      | Árbitro(s): Jorge Nieves |

| 10 de noviembre de 1993 | Atlético Nacional                                              | 2:1 (1:1) (4:5 p.)         | São Paulo                                          | Estadio Atanasio Girardot, Medellín |                                    |
|                         | Aristizábal 39' · Zúñiga 59'                                   |                            | Palhinha 9'                                        | Árbitro(s): Alberto Tejada Noriega  | Árbitro(s): Alberto Tejada Noriega |
|                         |                                                                | Tiros desde el punto penal |                                                    |                                     |                                    |
|                         | Tréllez · Gaviria · Escobar · Osorio · Castañeda · Aristizábal |                            | Dinho · Leonardo · Cafú · Válber · Müller · Gilmar |                                     |                                    |

| 4 de noviembre de 1993 | Flamengo                          | 2:1 (2:0) | Nacional    | Estadio de Pacaembú, São Paulo |                                |
|                        | Casagrande 9' · Renato Gaúcho 41' |           | O'Neill 88' | Árbitro(s): Francisco Lamolina | Árbitro(s): Francisco Lamolina |

| 10 de noviembre de 1993                             | Nacional | 0:3 (0:1) | Flamengo                          | Estadio Centenario, Montevideo  |                                 |
|                                                     |          |           | Nélio 45' 56' · Renato Gaúcho 52' | Árbitro(s): Juan Carlos Loustau | Árbitro(s): Juan Carlos Loustau |
| El partido fue suspendido a los 77' por incidentes. |          |           |                                   |                                 |                                 |

### Final
| 17 de noviembre de 1993 | Flamengo           | 2:2 (1:1) | São Paulo                  | Estadio de Maracaná, Río de Janeiro |                            |
|                         | Marquinhos 36' 47' |           | Leonardo 16' · Juninho 88' | Árbitro(s): Márcio Rezende          | Árbitro(s): Márcio Rezende |

| 24 de noviembre de 1993 | São Paulo                                     | 2:2 (0:1) (5:3 p.)         | Flamengo                                   | Estadio de Morumbi, São Paulo |                              |
|                         | Leonardo 66' · Juninho 80'                    |                            | Renato Gaúcho 10' · Marquinhos 83'         | Árbitro(s): Renato Marsiglia  | Árbitro(s): Renato Marsiglia |
|                         |                                               | Tiros desde el punto penal |                                            |                               |                              |
|                         | Dinho · Leonardo · Cafú · André Luiz · Müller |                            | Rogério · Marcelinho · Marquinhos · Gélson |                               |                              |

|                               |
| Bandera de Brasil             |
| Campeón São Paulo 1.er título |

## Estadísticas

### Clasificación general
| Pos. | Equipo             | Pts | PJ | PG | PE | PP | GF | GC | Dif. | Rend.  |
| ---- | ------------------ | --- | -- | -- | -- | -- | -- | -- | ---- | ------ |
| 1    | São Paulo          | 10  | 8  | 3  | 4  | 1  | 12 | 9  | 3    | 62,50% |
| 2    | Flamengo           | 10  | 8  | 4  | 2  | 2  | 14 | 9  | 5    | 62,50% |
| 3    | Atlético Nacional  | 9   | 6  | 4  | 1  | 1  | 5  | 2  | 3    | 75%    |
| 4    | Nacional           | 5   | 6  | 2  | 1  | 3  | 9  | 11 | −2   | 41,66% |
| 5    | River Plate        | 6   | 4  | 3  | 0  | 1  | 6  | 4  | 2    | 75%    |
| 6    | Cruzeiro           | 5   | 4  | 2  | 1  | 1  | 13 | 8  | 5    | 62,50% |
| 7    | Estudiantes (LP)   | 4   | 4  | 2  | 0  | 2  | 5  | 3  | 2    | 50%    |
| 8    | Grêmio             | 3   | 4  | 1  | 1  | 2  | 4  | 4  | 0    | 37,50% |
| 9    | Olimpia            | 2   | 2  | 1  | 0  | 1  | 2  | 3  | −1   | 50%    |
| 10   | Peñarol            | 2   | 2  | 1  | 0  | 1  | 1  | 2  | −1   | 50%    |
| 11   | Santos             | 1   | 2  | 0  | 1  | 1  | 0  | 1  | −1   | 25%    |
| 12   | Racing Club        | 1   | 2  | 0  | 1  | 1  | 2  | 4  | −2   | 25%    |
| 13   | Independiente      | 1   | 2  | 0  | 1  | 1  | 1  | 3  | −2   | 25%    |
| 14   | Colo-Colo          | 1   | 2  | 0  | 1  | 1  | 4  | 9  | −5   | 25%    |
| 15   | Argentinos Juniors | 0   | 2  | 0  | 0  | 2  | 2  | 4  | −2   | 0%     |
| 16   | Boca Juniors       | 0   | 2  | 0  | 0  | 2  | 1  | 5  | −4   | 0%     |

### Goleadores
| Jugador                | Club             | Goles |
| ---------------------- | ---------------- | ----- |
| Ronaldo                | Cruzeiro         | 8     |
| Renato Gaúcho          | Flamengo         | 4     |
| José Luis Calderón     | Estudiantes (LP) | 3     |
| Marquinhos             | Flamengo         | 3     |
| Walter Casagrande      | Flamengo         | 2     |
| Fernando Castro        | Racing Club      | 2     |
| Charles                | Grêmio           | 2     |
| Juninho                | São Paulo        | 2     |
| Leonardo               | São Paulo        | 2     |
| Julio Daniel Morales   | Nacional         | 2     |
| Nélio                  | Flamengo         | 2     |
| Guillermo Rivarola     | River Plate      | 2     |
| Rogério                | Flamengo         | 2     |
| Walter Silvani         | River Plate      | 2     |
| Valdeir                | São Paulo        | 2     |
| Antonio Vidal González | Nacional         | 2     |